# Front democràtic d'Estudiants Kuki
El Front democràtic d'Estudiants Kuki (Kuki Students Democratic Front KSDF) és una organització política de Birmània fundada el 12 de desembre de 1993 a Moreh, a Manipur (Índia), per estudiants kukis fugits de Birmània el 1988 després de la revolta nacional contra la dictadura. Té també delegacions a Malàisia, Corea del Sud i Tailàndia. Dona suport a les accions polítiques i armades que defensen els drets nacionals i lluiten contra la dictadura per l'establiment de la democràcia i els drets humans; principalment donen suport a la Lliga Nacional per la Democràcia de Daw Aung San Suu Kyi. La seva bandera és vermella amb un cantó de franges horitzontals verd, blau, groc amb estel de sis puntes blanc al mig de les tres.